# Церква Покрови Пресвятої Богородиці (Ріпинці)
Церква Покрови Пресвятої Богородиці в Ріпинцях — парафія і храм греко-католицької громади Бучацького деканату Бучацької єпархії Української греко-католицької церкви в селі Ріпинці Чортківського району Тернопільської области.
У 1887 році в селі Ріпинці збудували церкву Покрови Пресвятої Богородиці, а через 11 років, у Помірцях, — дерев'яну церкву, яка стала дочірньою до парафії Ріпинців.
До 1946 року парафія належала до Чортківського деканату Станиславівської єпархії. Після цього церкву закрила влада, а богослужіння підпільно проводив о. Павло Василик.
Коли 20 листопада 1989 року УГКЦ вийшла з підпілля, парафія повернулася в її лоно. Оскільки дерев'яна церква в Ріпинцях була зруйнована, за ініціативи голови осередку НРУ Ярослава Швеця та його членів у червні 1990 року розпочалося будівництво нового храму. Наріжний камінь освятили єпископ Павло Василик і о. Петро Прибула.
Будівництво завершилося у 1995 році, а 14 жовтня 2003 року владика Бучацької єпархії Іриней Білик освятив новий храм.
При парафії діють: братство «Апостольство молитви», спільнота «Матері в молитві», Марійська та Вівтарна дружини, а також чотири групи нічної адорації.

## Парохи
- о. Петро Прибула (1989—2005),
- о. Ярослав Гель (з 2005).